# Championnats du monde de boxe amateur 2017
Navigation
Édition précédente Édition suivante
Les 19e championnats du monde de boxe amateur masculins se sont déroulés du 25 août au 2 septembre 2017 à Hambourg, en Allemagne, sous l'égide de l'AIBA (Association internationale de boxe amateur). Ils ont été dominés par Cuba qui a remporté 5 des 10 épreuves.

## Résultats

### Podiums
| Catégories                  | Or                     | Argent               | Bronze                 |
| Poids mi-mouches (-49 kg)   | Joahnys Argilagos      | Hasanboy Dusmatov    | Zhomart Yerzhan        |
| Poids mi-mouches (-49 kg)   | Joahnys Argilagos      | Hasanboy Dusmatov    | Yuberjén Martínez      |
| Poids mouches (-52 kg)      | Yosvany Veitia         | Jasurbek Latipov     | Tamir Galanov          |
| Poids mouches (-52 kg)      | Yosvany Veitia         | Jasurbek Latipov     | Kim In-kyu             |
| Poids coqs (-56 kg)         | Kairat Yeraliyev       | Duke Ragan           | Peter McGrail          |
| Poids coqs (-56 kg)         | Kairat Yeraliyev       | Duke Ragan           | Gaurav Bidhuri         |
| Poids légers (-60 kg)       | Sofiane Oumiha         | Lázaro Álvarez       | Otar Eranosyan         |
| Poids légers (-60 kg)       | Sofiane Oumiha         | Lázaro Álvarez       | Dorjnyambuu Otgondalai |
| Poids super-légers (-64 kg) | Andy Cruz Gómez        | Ikboljon Kholdarov   | Freudis Rojas          |
| Poids super-légers (-64 kg) | Andy Cruz Gómez        | Ikboljon Kholdarov   | Hovhannes Bachkov      |
| Poids welters (-69 kg)      | Shakhram Giyasov       | Roniel Iglesias      | Ablaikhan Zhussupov    |
| Poids welters (-69 kg)      | Shakhram Giyasov       | Roniel Iglesias      | Abass Baraou           |
| Poids moyens (-75 kg)       | Oleksandr Khyzhniak    | Abilkhan Amankul     | Kamran Şahsuvarlı      |
| Poids moyens (-75 kg)       | Oleksandr Khyzhniak    | Abilkhan Amankul     | Troy Isley             |
| Poids mi-lourds (-81 kg)    | Julio César de la Cruz | Joe Ward             | Carlos Andrés Mina     |
| Poids mi-lourds (-81 kg)    | Julio César de la Cruz | Joe Ward             | Bektemir Melikuziev    |
| Poids lourds (-91 kg)       | Erislandy Savón        | Yevgeniy Tishchenko  | Sanjar Tursunov        |
| Poids lourds (-91 kg)       | Erislandy Savón        | Yevgeniy Tishchenko  | Vassiliy Levit         |
| Poids super-lourds (+91 kg) | Magomedrasul Majidov   | Kamshybek Kunkabayev | Arsène Fokou           |
| Poids super-lourds (+91 kg) | Magomedrasul Majidov   | Kamshybek Kunkabayev | Joseph Goodall         |

### Tableau des médailles
| Place | Pays              | Médaille d'or, monde | Médaille d'argent, monde | Médaille de bronze, monde | Total |
| ----- | ----------------- | -------------------- | ------------------------ | ------------------------- | ----- |
| 1     | Cuba              | 5                    | 2                        | 0                         | 7     |
| 2     | Ouzbékistan       | 1                    | 3                        | 2                         | 6     |
| 3     | Kazakhstan        | 1                    | 2                        | 3                         | 6     |
| 4     | Azerbaïdjan       | 1                    | 0                        | 1                         | 2     |
| 5     | France            | 1                    | 0                        | 0                         | 1     |
| 5     | Ukraine           | 1                    | 0                        | 0                         | 1     |
| 7     | États-Unis        | 0                    | 1                        | 2                         | 3     |
| 8     | Russie            | 0                    | 1                        | 1                         | 2     |
| 9     | Irlande           | 0                    | 1                        | 0                         | 1     |
| 10    | Allemagne         | 0                    | 0                        | 1                         | 1     |
| 10    | Angleterre        | 0                    | 0                        | 1                         | 1     |
| 10    | Arménie           | 0                    | 0                        | 1                         | 1     |
| 10    | Australie         | 0                    | 0                        | 1                         | 1     |
| 10    | Cameroun          | 0                    | 0                        | 1                         | 1     |
| 10    | Colombie          | 0                    | 0                        | 1                         | 1     |
| 10    | Corée du Sud      | 0                    | 0                        | 1                         | 1     |
| 10    | Équateur          | 0                    | 0                        | 1                         | 1     |
| 10    | Géorgie           | 0                    | 0                        | 1                         | 1     |
| 10    | Inde              | 0                    | 0                        | 1                         | 1     |
| 10    | Mongolie          | 0                    | 0                        | 1                         | 1     |
| Total | 20 pays médaillés | 10                   | 10                       | 20                        | 40    |